# 箱田町
箱田町（はこだまち）は、群馬県前橋市の地名。郵便番号は371-0837。2013年現在の面積は1.06km2。

## 地理
前橋市の西部、前橋台地の利根川右岸に位置する。滝川が南流している。

### 河川
- 滝川

## 歴史
江戸時代頃からある地名である。はじめは総社藩領、のちに高崎藩領、前橋藩領、旗本平井氏領の相給を経て、前橋藩領となった。
慶長19年に村内を東箱田村、中箱田村、西箱田村に分けたが、明治5年に再び合併し箱田村になった。なお、元禄10年に前箱田村を分村した。

### 年表
- 1889年4月1日 町村制施行により、箱田村は前箱田村、川曲村、稲荷新田村、下新田村、上新田村、小相木村、後家村、江田村、古市村と合併し西群馬郡東村が成立する。
- 1896年4月1日 郡統合（西群馬郡と片岡郡の統合）により群馬郡に所属する。
- 1954年4月1日 周辺1町5村（元総社村、上川淵村、芳賀村、桂萱村、下川淵村、群馬郡総社町）とともに東村は前橋市へ編入する。そのため前橋市箱田町となる。
- 1969年 一部が大利根町1-2丁目となる。
- 2016年 10月1日 - 前橋都市計画事業新前橋駅前第二土地区画整理事業が完成により一部が古市町一、二丁目に編入。

### 地名の由来
地名の由来は不詳だが、条里制の水田の条里である坪が「箱田」を呈することによると考えられている。

## 世帯数と人口
2017年（平成29年）8月31日現在の世帯数と人口は以下の通りである。
| 町丁   | 世帯数    | 人口    |
| ------ | --------- | ------- |
| 箱田町 | 2,393世帯 | 5,893人 |

## 小・中学校の学区
市立小・中学校に通う場合、学区は以下の通りとなる。
| 番地 | 小学校               | 中学校             |
| ---- | -------------------- | ------------------ |
| 一部 | 前橋市立東小学校     | 前橋市立東中学校   |
| 一部 | 前橋市立大利根小学校 | 前橋市立箱田中学校 |

## 交通

### 鉄道
鉄道駅はない。最寄り駅は上越線新前橋駅になるが数キロ離れている。

### バス
- 前橋市コミュニティーバス「マイバス西循環」（永井運輸が受託運行）

### 道路
国道、県道は通っていない。

## 施設
- 前橋市立東小学校
- 菅原神社
- 飯玉神社